# (21016) Miyazawaseiroku
(21016) Miyazawaseiroku es un asteroide perteneciente al cinturón de asteroides descubierto el 2 de noviembre de 1988 por Tsutomu Seki desde el Observatorio de Geisei, Geisei, Japón.

## Designación y nombre
Designado provisionalmente como 1988 VA. Fue nombrado por Seiroku Miyazawa (1904-2001), hermano del autor de Night On The Milky Way Train y The Twin Stars, nacido en Iwate, dedicó su larga vida a publicar famosas y fantásticas historias que atrajeron a los japoneses de todas las edades.

## Características orbitales
Miyazawaseiroku está situado a una distancia media del Sol de 2,431 ua, pudiendo alejarse hasta 2,912 ua y acercarse hasta 1,949 ua. Su excentricidad es 0,198 y la inclinación orbital 11,866 grados. Emplea 1384,14 días en completar una órbita alrededor del Sol.

## Características físicas
La magnitud absoluta de Miyazawaseiroku es 14,72.  